# Rio Mopan
Il Mopan (in inglese Mopan River; in spagnolo río Mopán) è un affluente del fiume Macal, che a sua volta è un affluente del fiume Belize. La sua lunghezza complessiva è di circa 50 km.
L'intero corso del Rio Mopan si trova nel Belize, nel distretto di Cayo; scorre in prossimità del confine con il Guatemala.
- Wikimedia Commons contiene immagini o altri file su Rio Mopan